# Solwezi
Solwezi is de hoofdstad van de Zambiase provincie North-Western. De stad had in 2010 een inwonertal van 90.856 en ligt op een hoogte van 1200 meter.

## Bevolking
De grootste bevolkingsgroep in Solwezi behoort tot het Kaonde-volk. Verder wonen er vrij grote aantallen die de Lundataal en Luvaletaal spreken. Zowel de Kaonde als de Lunda zijn nakomelingen van het Luba-Lundarijk in Kongo. Ze hoorden tot de eerste bewoners in Zambia die zich bezighielden met de winning van koper, dat wordt althans opgemaakt uit archeologische vondsten bij de Kansanshi-mijn in Solwezi die terug te voeren zijn op de ijzertijd. De Kaonde zijn een van de belangrijkste volken in Zambia, naast de  Lozi, Bemba, Ngoni, Tonga en Luvale.  Hun aantal bedraagt ongeveer 300.000 in Zambia en 30.000 in het zuiden van de Democratische Republiek Kongo.

## Economie
De belangrijkste bedrijfstak in het district Solwezi is het winnen van koper in de Kansanshi-mijn (ruim 5 km ten noorden van de stad), eigendom van First Quantum Minerals. In deze mijn wordt vanaf het begin van de 20e eeuw afwisselend kopererts en goud gedolven. In het naastgelegen district Kalumbila ligt de Lumwana-mijn (65 km ten westen van Solwezi) en de Kalumbila-mijn (140 km naar het westen), respectievelijk eigendom van Barrick Gold en First Quantum Minerals. De ertslagen bij Lumwana werden in 1961 ontdekt, maar pas sinds 1999 serieus geëxploiteerd. In deze mijn wordt ook uranium gewonnen.

## Verkeer
Solwezi beschikt over een vliegveld met een geasfalteerde baan van 2700 meter lengte. Door Proflight Zambia wordt gevlogen op Lusaka en Ndola.

## Religie
Sinds 1976 is Solwezi de zetel van een rooms-katholiek bisdom.